# 琳达·沃森
琳达·沃森（英語：Linda Watson，1955年9月15日—），津巴布韦女子曲棍球运动员。她曾代表津巴布韦国家队参加1980年夏季奥林匹克运动会曲棍球比赛，获得一枚金牌。